# Bernard Zimmer
Bernard Zimmer (Grandpré, 30 de abril de 1893 — Paris, 2 de julho de 1964) é um cenógrafo e roteirista francês.

## Filmografia
1. Marie-Antoinette reine de France (1956)
2. Le jugement de Dieu (1952)
3. Souvenirs perdus (1950)
4. Fort de la solitude (1948)
5. Le capitan (1946)
6. Le père Goriot (1945)
7. Sorelle Materassi (1944)
8. Le bossu (1944)
9. Un seul amour (1943)
10. Secrets (1943)
11. Pontcarral, colonel d'empire (1942)
12. La neige sur les pas (1942)
13. Nuit de décembre (1941)
14. Le veau gras (1939)
15. Le capitaine Benoît (1938)
16. Fahrendes Volk (1938)
17. Les gens du voyage (1938)
18. Le joueur (1938)
19. Le joueur d'échecs (1938)
20. La dame de pique (1937)
21. Un carnet de bal (1937)
22. Marthe Richard au service de la France (1937)
23. Le coupable (1937)
24. Au service du tsar (1936)
25. Deuxième bureau (1936)
26. Die klugen Frauen (1936)
27. La kermesse héroïque (1935)
28. The Battle (1934)
29. Liliom (1934)
30. Caravane (1934)
31. Cessez le feu (1934)
32. La bataille (1933)
33. À moi le jour, à toi la nuit (1932)
34. Un rêve blond (1932)